# Ciudad Perdida
Ciudad Perdida är en fornlämning i Colombia.   Den ligger i kommunen Santa Marta och departementet Magdalena, i den norra delen av landet, 700 km norr om huvudstaden Bogotá. Ciudad Perdida ligger 975 meter över havet.
Terrängen runt Ciudad Perdida är mycket bergig. Runt Ciudad Perdida är det ganska tätbefolkat, med 155 invånare per kvadratkilometer. I omgivningarna runt Ciudad Perdida växer i huvudsak städsegrön lövskog.